# Comuna Lăpușnicel, Caraș-Severin
Lăpușnicel este o comună în județul Caraș-Severin, Banat, România, formată din satele Lăpușnicel (reședința), Pârvova și Șumița.

## Demografie
Componența etnică a comunei Lăpușnicel
     Români (85,21%)
     Cehi (7,26%)
     Alte etnii (7,52%)
Componența confesională a comunei Lăpușnicel
     Ortodocși (82,1%)
     Romano-catolici (7,13%)
     Baptiști (2,59%)
     Alte religii (0,78%)
     Necunoscută (7,39%)
Conform recensământului efectuat în 2021, populația comunei Lăpușnicel se ridică la 771 de locuitori, în scădere față de recensământul anterior din 2011, când fuseseră înregistrați 1.081 de locuitori. Majoritatea locuitorilor sunt români (85,21%), cu o minoritate de cehi (7,26%). Din punct de vedere confesional, majoritatea locuitorilor sunt ortodocși (82,1%), cu minorități de romano-catolici (7,13%) și baptiști (2,59%), iar pentru 7,39% nu se cunoaște apartenența confesională.

## Politică și administrație
Comuna Lăpușnicel este administrată de un primar și un consiliu local compus din 9 consilieri. Primarul, Ilie Canea[*], de la Partidul Social Democrat, este în funcție din 2000. Începând cu alegerile locale din 2024, consiliul local are următoarea componență pe partide politice:
|  | Partid                          | Consilieri | Componența Consiliului | Componența Consiliului | Componența Consiliului |
|  | ------------------------------- | ---------- | ---------------------- | ---------------------- | ---------------------- |
|  | Partidul S.O.S. România         | 3          |                        |                        |                        |
|  | Partidul Social Democrat        | 2          |                        |                        |                        |
|  | Alianța pentru Unirea Românilor | 1          |                        |                        |                        |
|  | Uniunea Salvați România         | 1          |                        |                        |                        |
|  | Partidul Național Liberal       | 1          |                        |                        |                        |
|  | Partidul Mișcarea Populară      | 1          |                        |                        |                        |

## Personalități
- Mihail Trapsa (1838-1896), general

## Legături externe

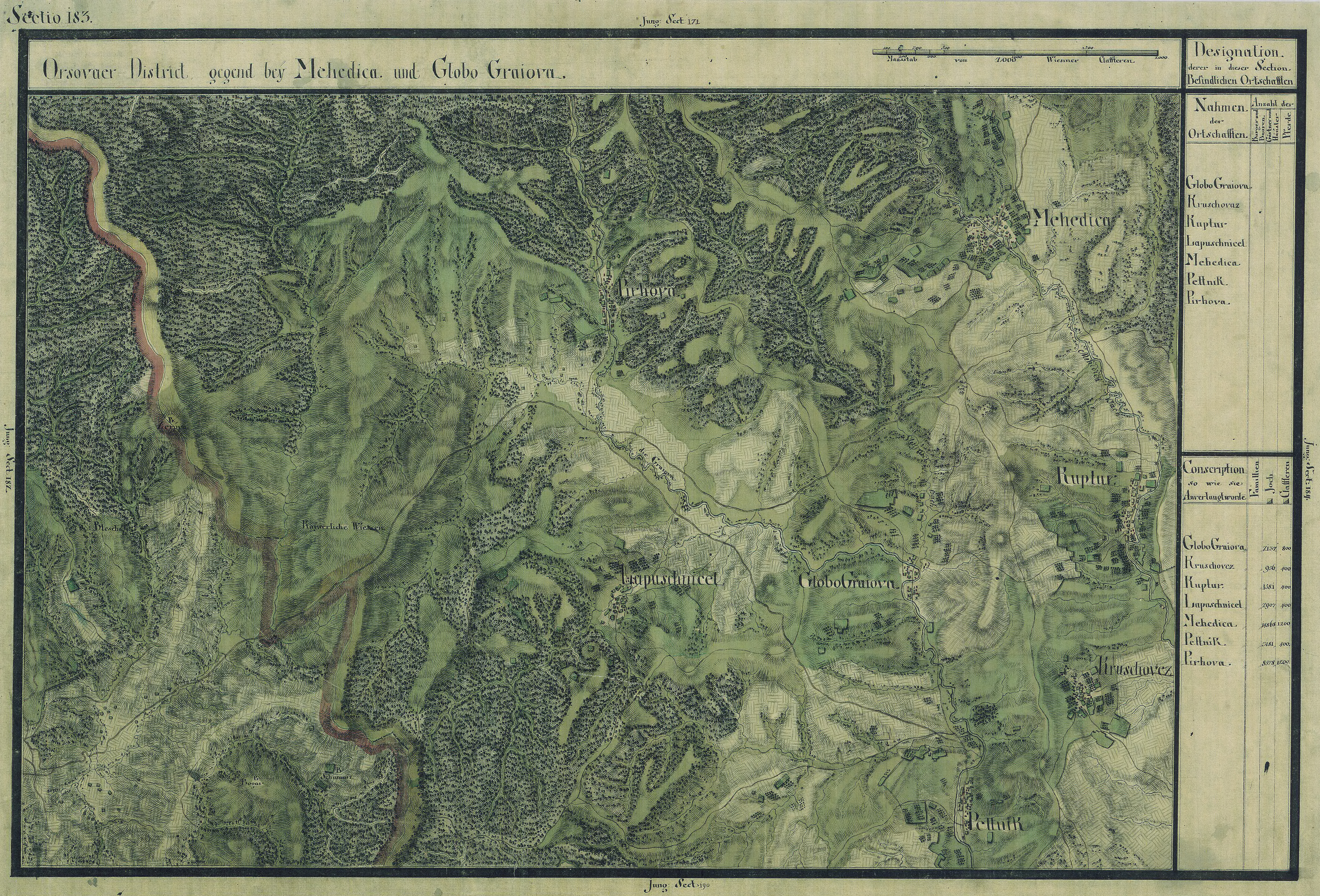
Lăpușnicel în Harta Iosefină a Banatului, 1769-72